# Faro (Yukón)
Faro es un pueblo canadiense situado en el territorio de Yukón.

## Superficie
Faro tiene una superficie de 199,89 km².

## Demografía
En 2021, tenía 440 habitantes, una densidad poblacional de 2,2 hab./km², y 423 viviendas.